# Festa do Rosário
Festa do Rosário ou Festa de Nossa Senhora do Rosário é uma manifestação religiosa católica, muitas vezes aliada a elementos africanos. 

## Descrição
Geralmente, a parte da religiosa da festa se resume na novena em louvor à Nossa Senhora do Rosário. A festa tem a classificação litúrgica de memória universal e é comemorada dia 7 de outubro, aniversário da Batalha de Muret. Na maioria das ocorrências, a festa é acompanhada pelos reinados de congo, as chamadas congadas, que também são uma demonstração do efervescente sincretismo religioso ocasionado da fusão das religiões oriundas de África ao encontro do culto católico. 
Estas comemorações teriam se originado a partir da devoção empreendida e disseminada em Ouro Preto pelo lendário ex-escravo Chico Rei,, que, ainda segundo a história, teria sido o fundador da primeira Irmandade de Nossa Senhora do Rosário dos Pretos em Minas Gerais. Uma das festas mais tradicionais é a Festa de Nossa Senhora do Rosário dos Homens Pretos da cidade de Minas Novas, na região do Vale do Jequitinhonha, em Minas Gerais.